# فايسنبرغ
فايسنبرغ (بالألمانية: Weißenberg) هي بلدة ألمانية تقع في ساكسونيا في ألمانيا. يقدر عدد سكانها بـ 3,525 نسمة .

## المدن التوأمة
مدينة Deckenpfronn هي مدينة توأمة لفايسنبرغ.